# Бадмінтон на літніх Олімпійських іграх 2004
Бадмінтон на літніх Олімпійських іграх 2004:
У 2004 році олімпійські змагання з бадмінтону були проведені в Олімпійському комплексі Гауді (Афіни).
Нововведень у 2004 році порівняно з попередніми Олімпіадами не було.
- Змагання стартували 14 серпня та закінчились 21 серпня 2004 р.
- Кількість учасників: 172 (89 чоловіків та 83 жінки) з 32 країн.
- Наймолодший учасник: Чен Шаочих з Тайваня (18 років, 223 дні)
- Найстарший учасник: Деніз Жюльєн з Канади (44 роки, 26 днів)
- Змагання проводилися в 5 розрядах: чоловічому, жіночому, парному чоловічому, парному жіночому та змішаному (міксті).
- Найбільша кількість медалей — у Китаю (5).
- Спортсменка з Китаю Гао Лін здобула дві медалі: золоту та срібну.

## Українські спортсмени на турнірі
Наразі це єдиний випадок в історії Незалежної України, коли її бадмінтоністи не брали участі в Олімпійських іграх.

## Таблиця медалей
| Місце  | Країна          | Золото | Срібло | Бронза | Загалом |
| ------ | --------------- | ------ | ------ | ------ | ------- |
| 1      | Китай           | 3      | 1      | 1      | 5       |
| 2      | Південна Корея  | 1      | 2      | 1      | 4       |
| 3      | Індонезія       | 1      | 0      | 2      | 3       |
| 4      | Велика Британія | 0      | 1      | 0      | 1       |
| 4      | Нідерланди      | 0      | 1      | 0      | 1       |
| 6      | Данія           | 0      | 0      | 1      | 1       |
| Всього | Всього          | 5      | 5      | 5      | 15      |

## Медалісти
| Турнір                     | Золото                                  | Серебро                                      | Бронза                                    |
| Чоловічий одиночний розряд | Індонезія · Тауфік Хідаят               | Південна Корея · Сон Син Мо                  | Індонезія · Соні Дві Кункоро              |
| Чоловічий парний розряд    | Південна Корея · Кім Донмун, Ха Тхегвон | Південна Корея · Лі Донсу, Ю Йонсон          | Індонезія · Енг Хіан, Фланді Лімпеле      |
| Жіночий одиночний розряд   | Китай · Чжан Нін                        | Нідерланди · Міа Аудіна                      | Китай · Чжоу Мі                           |
| Жіночий парний розряд      | Китай · Чжан Цзевень, Ян Вей            | Китай · Гао Лін, Хуан Суй                    | Південна Корея · На Кьон Мін, Лі Кьон Вон |
| Змішаний розряд            | Китай · Чжан Цзюнь, Гао Лін             | Велика Британія · Натан Робертсон, Гейл Еммс | Данія · Єнс Еріксен, Метте Шьольдагер     |